# 1965 en France
Chronologie de la France
- 1961
- 1962
- 1963
- 1964
- 1965
- 1966
- 1967
- 1968
- 1969

Cet article présente les faits marquants de l'année 1965 en France.

## Évènements
- 23 février : Gaston Palewski est nommé président du Conseil Constitutionnel[1].
- 25 février : inauguration de l'Institut de cancérologie de Villejuif[2].

- 1er mars : André Courrèges lance la minijupe en France[3].
- 4-5 mars : reprise en main de l'Union des étudiants communistes (UEC) par le PCF, à l'occasion de son VIIIe congrès[4].
- 7 mars :
  - entrée en vigueur de la réforme liturgique promulguée le 4 décembre 1963[5]. À la messe, le français remplace le latin, conséquence directe du Concile Vatican II.
  - présentation de la Renault 16 au public au Salon de Genève[6] ; c'est la première voiture de série munie d'un hayon.
- 14 et 21 mars : élections municipales favorables à l'opposition[7].

France Gall à l'Eurovision.

- 20 mars : à Naples, le Luxembourg remporte le Concours Eurovision de la chanson 1965 avec la chanson Poupée de cire, poupée de son, interprétée par France Gall[8].
- 24 mars : sortie du  film franco-italo-espagnol Le Corniaud, réalisé par Gérard Oury, avec Bourvil et Louis de Funès[9].

- 8 avril :
  - signature à Bruxelles du traité de fusion des exécutifs des trois communautés européennes (CECA, CEE, Euratom) fusionnent (effectif au 1er juillet 1967)[10].
  - vingt quatre pays sur quarante cinq décident d’adopter le procédé de télévision en couleur français Secam à l'issue de la conférence du Comité consultatif international des radiocommunications[11].
- 27 avril : le ministre des Affaires étrangères de l'URSS Andreï Gromyko est reçu à l'Élysée[12].

- 6 mai : éboulis de Mahavel sur l'île de La Réunion[13].
- 8 mai : Gaston Defferre propose la création d'une Fédération démocrate et socialiste (FDS) alliant des socialistes aux démocrates chrétiens[14].
- 28 mai : la France quitte l'OTASE[15].

- 1er juin : loi antidopage fixant la liste des produits interdits dans les compétitions sportives[16].
- 17-18 juin : échec du projet Defferre de FDS[17].

- 1er juillet : rencontre de Valensole[18].
- 6 juillet : la France pratique à Bruxelles la politique de la chaise vide pour infléchir la construction européenne dans un sens moins fédéraliste, à propos du financement de la politique agricole commune et la procédure du vote majoritaire au Conseil (fin le 30 janvier 1966[19].
- 7 juillet : arrêté ministériel créant la Zup de Gennevilliers dans le secteur dit « le Luth »[20]. La cité du Luth, réalisé par les architectes Auzolle et Zavaroni est achevé en 1978 et compte 3250 logement qui abritent 11 000 habitants[21].
- 9 juillet : la loi définit le service national qui peut revêtir une forme civile ou militaire[22].
- 10 juillet : loi fixant le statut de la copropriété des immeubles bâtis.
- 13 juillet : loi sur les régimes matrimoniaux. Le régime légal est celui de la communauté réduite aux acquêts. L'égalité entre l'homme et la femme au sein du couple est améliorée[23].
- 16 juillet : inauguration du tunnel du Mont-Blanc par le président Giuseppe Saragat et le général de Gaulle[24].
- 17 juillet : loi organisant l'épargne-logement[25].
- 19 juillet-7 août : voyage officiel d’André Malraux en Chine[26].

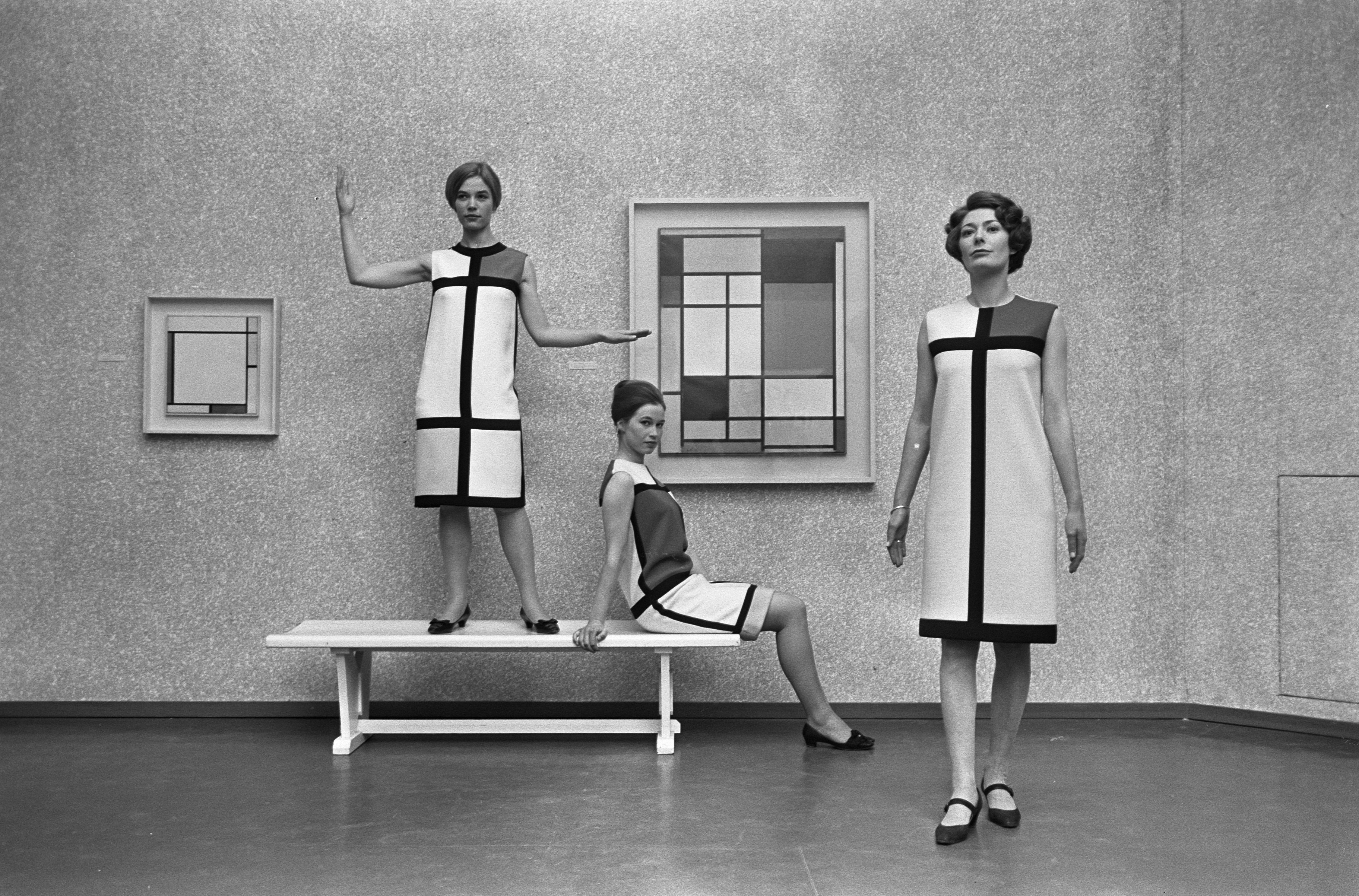
Robe Mondrian d'Yves Saint Laurent (1966).

- 6 août : présentation de la collection automne-hiver d'Yves Saint Laurent. La Robe Mondrian triomphe[27].

- 9 septembre :
  - conférence de presse de Charles de Gaulle annonçant le retrait français de l’OTAN au plus tard en 1969[28].
  - François Mitterrand annonce sa candidature à l'élection présidentielle[29].
- 10 septembre : annonce de la création autour de François Mitterrand de la Fédération de la gauche démocrate et socialiste (FGDS) par la SFIO, le parti radical et les clubs de la Convention des institutions républicaines[30].
- 26 septembre : élections sénatoriales[31], confirmation du recul de la Droite.

- 14 octobre : le professeur Jacques Monod, François Jacob et André Lwoff reçoivent le prix Nobel de biologie pour leurs travaux en génétique. Le prix leur est remis le 10 décembre à Stockholm[32].
- 22 octobre : André Figueras est condamné à 3 mois de prison avec sursis et 5 000 francs d'amende pour son livre Le Général mourra. Jacques Laurent est condamné pour offenses au Chef de l’État à 2 000 francs d'amende et à la suppression de 24 pages de son livre intitulé Mauriac sous de Gaulle[33].
- 26 octobre : Jean Lecanuet est candidat à l'élection présidentielle[34].
- 28 octobre-2 novembre :  visite à Moscou du ministre des Affaires étrangères Maurice Couve de Murville[35].
- 29 octobre : enlèvement à Fontenay-le-Vicomte de Mehdi Ben Barka, chef de l’opposition marocaine au régime du roi Hassan II[36].

- 4 novembre : Charles de Gaulle est candidat à l'élection présidentielle[34].
- 21 novembre : Mireille Mathieu gagne contre Georgette Lemaire au « Jeu de la chance », un télé-crochet de « Télé Dimanche » présenté par Roger Lanzac[37].
- 26 novembre : lancement du premier satellite artificiel français, Astérix-1 par une fusée Diamant-A depuis le Centre interarmées d'essais d'engins spéciaux d'Hammaguir, en Algérie. Le France devient le troisième pays à effectuer une mise en orbite de manière autonome avec un lanceur national[38].

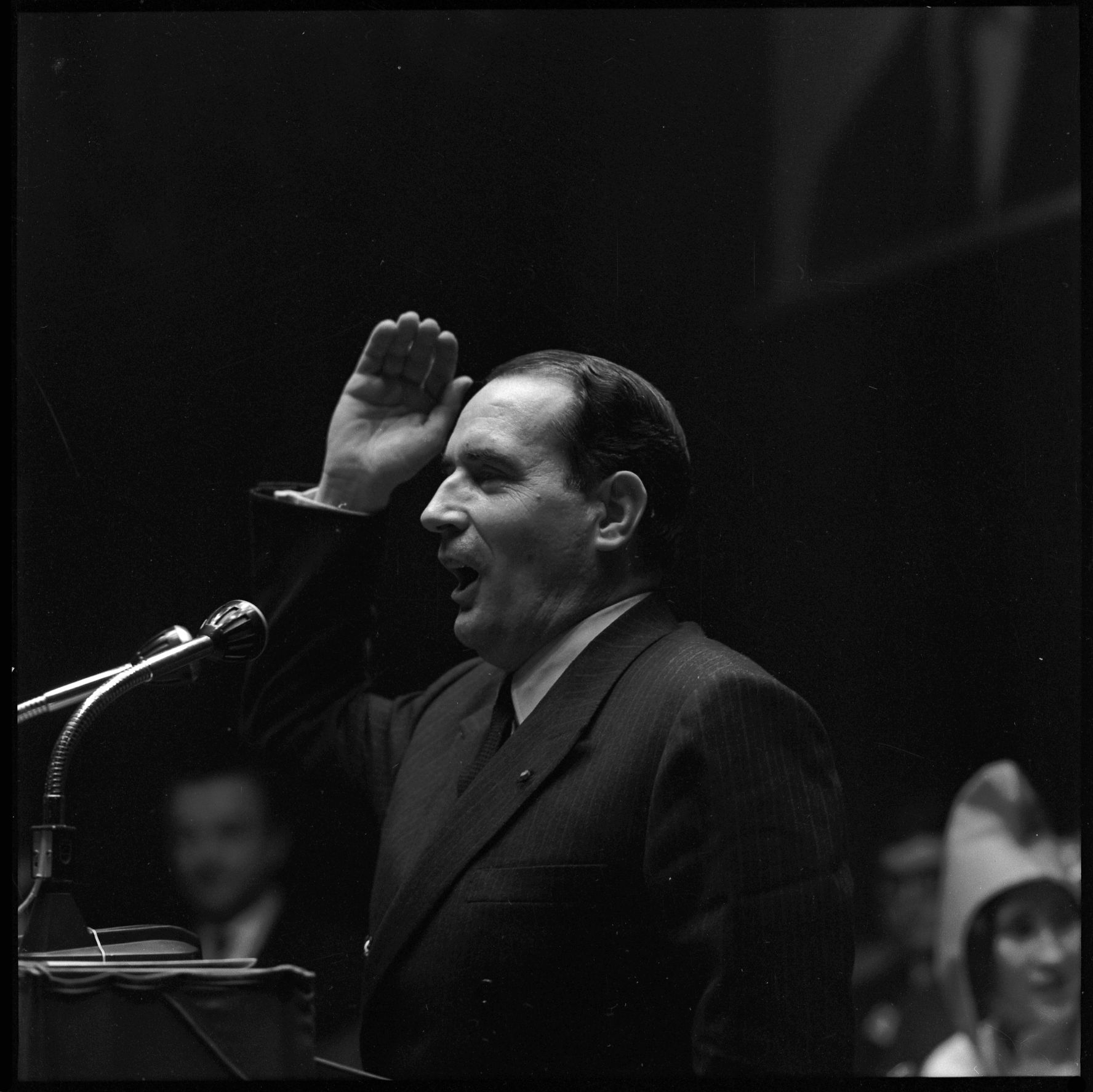
François Mitterrand lors de la clôture sa campagne à Toulouse le 17 décembre.

- 5 décembre : participation massive des électeurs à l’élection présidentielle (85 %). Le général de Gaulle est mis en ballottage avec 43,71 % des voix par François Mitterrand (32,23 %) au premier tour[29].
- 13 décembre : on découvre dans leur villa d'Illzach-Modenheim les cadavres des trois membres de la famille Perreux, un garagiste mulhousien[39].
- 19 décembre : de Gaulle est réélu président de la République, au second tour seulement, avec 54,5 % des voix contre 45,5 % à Mitterrand[40].
- 24 décembre : décret qui autorise à partir du 1er janvier 1966 l'ouverture de livrets d'épargne supplémentaires[41]. Trente millions de Livrets A sont ouverts, dont les deux tiers ont un solde inférieur à 1 000 francs. Les épargnants qui ont atteint le maximum de dépôt (15 000 francs) ont la possibilité d'ouvrir le nouveau Livret d'épargne B servi au même taux que le Livret d'épargne A mais sans exemption d'impôt. Les banques peuvent distribuer le Livret d'épargne B.

## Naissances en 1965
- 23 juillet : Rémi Martin, acteur français.
- 28 septembre : Roschdy Zem, acteur et réalisateur français.
- 9 octobre : Simon de La Brosse, acteur français († 17 avril 1998).

## Décès en 1965
- 10 juillet : Jacques Audiberti, 66 ans, écrivain, poète et dramaturge. (° 25 mars 1899)
- 27 août : Charles-Édouard Jeanneret, dit Le Corbusier, 78 ans, architecte et urbaniste français d'origine suisse. (° 6 octobre 1887)